# Mattoon (Illinois)
Mattoon é uma cidade localizada no estado americano de Illinois, no Condado de Coles.

## Demografia
Segundo o censo americano de 2000, a sua população era de 18.291 habitantes.
Em 2006, foi estimada uma população de 17.340, um decréscimo de 951 (-5.2%).

## Geografia
De acordo com o United States Census Bureau tem uma área de
24,1 km², dos quais 24,1 km² cobertos por terra e 0,0 km² cobertos por água.

## Localidades na vizinhança
O diagrama seguinte representa as localidades num raio de 20 km ao redor de Mattoon.